# Gouvernement Romanones (2)
Restauration bourbonienne
Dato I Prieto II
Le second gouvernement Álvaro Figueroa y Torres Mendieta, comte de Romanones est le gouvernement du royaume d'Espagne en fonction du 9 décembre 1915 au 19 avril 1917.